# So Far, So Good… So What!
A So Far, So Good… So What! a Megadeth nevű amerikai thrash metal együttes harmadik nagylemeze, amely 1988 januárjában jelent meg a Capitol Records kiadásában. Ez az egyetlen Megadeth album, melyen Jeff Young és Chuck Behler játszik. 2004-ben remixelve és remasterelve, bónuszdalokkal adták ki újra a lemezt.

## Történet
1987 végére lett teljes újra a Megadeth felállása, miután az első két albumon szereplő Chris Poland gitáros és Gar Samuelson is kiléptek a zenekarból a legutóbbi turné után. Az új gitáros Jeff Young lett a Broken Silence együttesből, míg a dobos Chuck Behler, aki korábban Gar Samuelson technikusa volt. A harmadik Megadeth-album producere Dave Mustaine mellett Paul Lani volt, és Michael Wagener keverte az anyagot.
A lemezre felkerült a Sex Pistols dalának, az Anarchy in the U.K.-nek a feldolgozása. A felvételen Steve Jones, a Sex Pistols gitárosa is vendégszerepel. A lemezen Dave Mustaine megpróbálta összes akkori problémáját dalszövegekbe önteni: a nukleáris apokalipszistól kezdve (Set the World Afire) az alkoholizmuson át (502) egészen a zenei cenzúráig (Hook in Mouth). Az In My Darkest Hour című dalt Cliff Burton, a Metallica basszusgitárosának halála inspirálta. A Set the World Afire volt a legelső Megadeth-dal, amit Mustaine a Metallicából való kirúgását követően írt. A dal bevezetőjében a The Ink Spots 1941-es hasonló című dalából (I Don't Want to Set the World on Fire) hallható részlet. A lemez felvétele a tagok alkohol- és drogfogyasztási szokásai miatt nem volt zökkenőmentes, és a végeredmény is elmaradt a várttól.
A So Far, So Good… So What! 1988. január 19-én jelent meg. Az album jobban szerepelt a listákon, mint elődje. A Billboard 200-as lemezeladási listáján Amerikában a 28. helyig jutott, Angliában pedig 18. lett az albumlistán. A kritikusok azonban közepes teljesítményként értékelték az albumot, amit az eltelt évtizedek sem cáfoltak. Az albumról két kislemezt adtak ki. Az Anarchy in the U.K. a 45., míg a Mary Jane a 46. lett a brit slágerlistán. A So Far, So Good… So What! a megjelenés után két évvel, 1990 februárjában érte el az aranylemez státuszt az USA-ban, majd nyolc évvel később, az egymillió eladott példányt meghaladva platinalemez lett.
A lemezfelvételt követően a Megadeth 1987 decemberében főzenekarként játszott Londonban a Christmas on Earth elnevezésű metalfesztiválon, majd 1988-ban az Egyesült Államokban előbb a Dio együttes vendégeként, azután pedig a német Warlock társaságában főzenekarként koncerteztek. Az Európa-turnén az a Sanctuary együttes volt a Megadeth előzenekara, akiknek bemutatkozó albumán Dave Mustaine volt a producer. A Megadeth részt vett a több mint 100 000 nézőt vonzó angliai Monsters of Rock fesztiválon olyan előadók társaságában, mint a Kiss, az Iron Maiden, a Helloween, a Guns N’ Roses és David Lee Roth. A zenekar a fesztivál európai állomásaira is elindult, de Dave Ellefson basszusgitáros drogproblémái miatt az első koncert után kikerültek a turnéról és hazautaztak az Államokba. A zenekaron belüli pénzügyi viták kettészakították az együttest, végül Mustaine kirúgta Behlert és Youngot is.

## Az album dalai
Az összes szám szerzője Dave Mustaine, kivéve a jelzett helyeken. 
| 1. | Into the Lungs of Hell (instrumentális)         | 3:23 |
| 2. | Set the World Afire                             | 5:48 |
| 3. | Anarchy in the U.K. (Sex Pistols feldolgozás)   | 3:01 |
| 4. | Mary Jane (szöveg: Mustaine, Ellefson)          | 4:25 |
| 5. | 502                                             | 3:29 |
| 6. | In My Darkest Hour (szöveg: Mustaine, Ellefson) | 6:26 |
| 7. | Liar (zene: Mustaine, Ellefson)                 | 3:20 |
| 8. | Hook in Mouth (zene: Mustaine, Ellefson)        | 4:49 |

| 9.  | Into the Lungs of Hell (Paul Lani mix) | 3:32 |
| 10. | Set the World Afire (Paul Lani mix)    | 5:53 |
| 11. | Mary Jane (Paul Lani mix)              | 4:08 |
| 12. | In My Darkest Hour (Paul Lani mix)     | 6:11 |

## Közreműködők
- Dave Mustaine – ének, szóló- és ritmusgitár, akusztikus gitár
- Jeff Young – ritmus- és szólógitár, akusztikus gitár
- Dave Ellefson – basszusgitár, háttérvokál
- Chuck Behler – dobok
- Steve Jones – gitárszóló (az Anarchy in the U.K. dalban)